# Бернакки, Луис
Луис Чарльз Бернакки (англ. Louis Charles Bernacchi) — бельгийский и австралийский физик и астроном, участник нескольких антарктических экспедиций.
Бернакки родился в Бельгии в семье итальянцев, позднее эмигрировавших в Австралию. Начальное образование получил в школе в Хобарте. Затем изучал астрономию и применение секстантов и прочих астрономических инструментов в Мельбурнской обсерватории. К этому моменту начал проявлять интерес к антарктическим исследованиям.
Он присоединился к антарктической экспедиции (1898—1900) норвежского полярника Карстена Борхгревинка, после того, как другой физик был исключен из состава экспедиции по медицинским показаниям. Эта былая экспедиция, которая провела всю зиму в Антарктиде и первой осуществила санный переход в направлении Южного полюса. Луис Бернакки написал книгу об этой экспедиции To the south polar regions: expedition of 1898—1900. Впоследствии его внучка Джанет Кроуфорд (англ. Janet Crawford) опубликовала дневники Бернакки в новой редакции под названием The First Antarctic Winter: The story of the Southern Cross Expedition of 1898—1900.
Бернакки принял участие в антарктической экспедиции Роберта Скотта 1901—1904 годов. Бернакки был единственным членом экспедиции, который ранее уже бывал в Антарктике. Он занимался изучением магнетизма. По окончании экспедиции был награждён медалью Королевского географического общества и Орденом Почетного легиона. На свадьбе Бернакки в 1906 году Роберт Скотт был шафером. Он пригласил Бернакки в свою следующую антарктическую экспедицию, но Бернакки отказался.

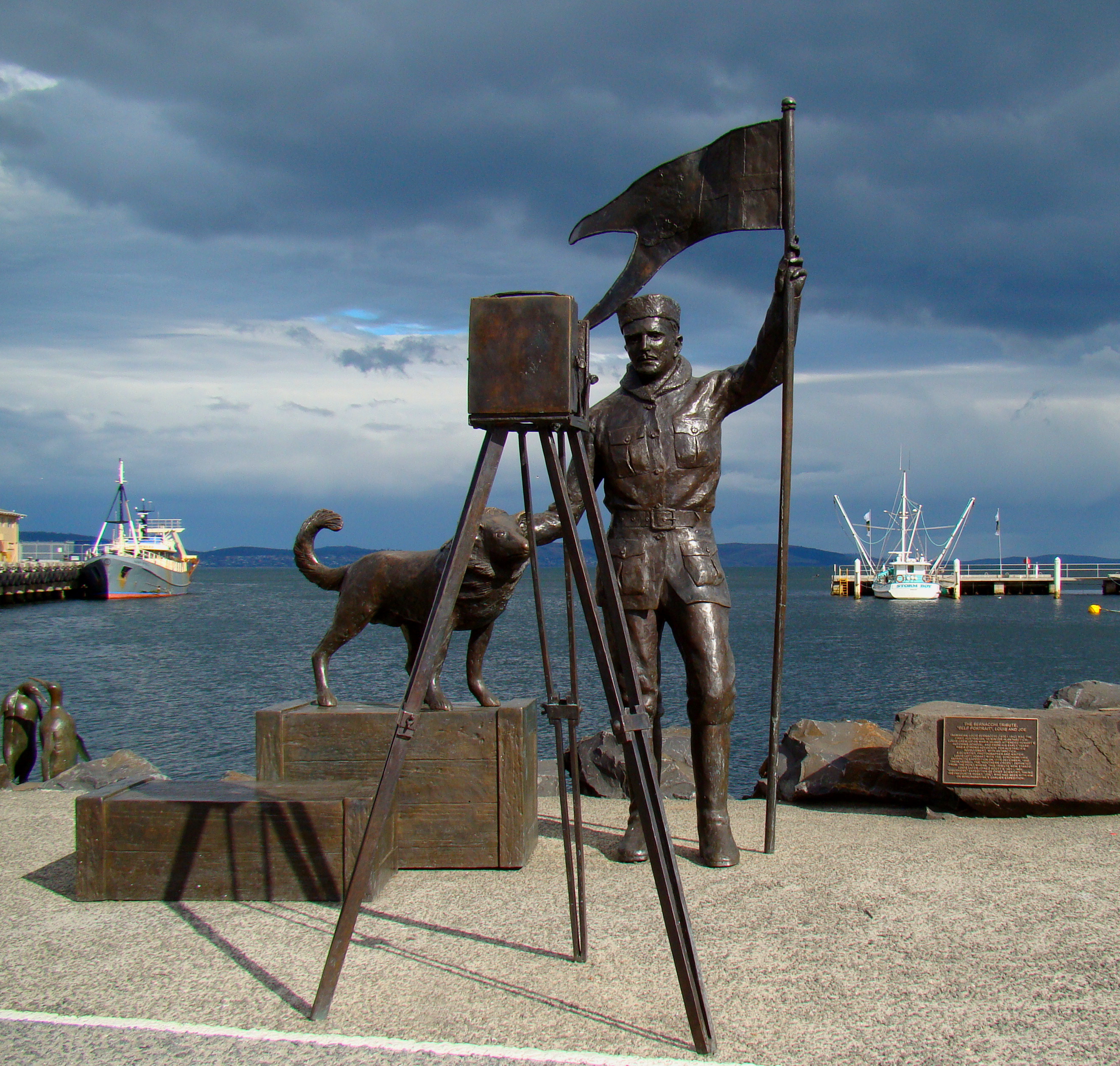
Памятник «Автопортрет Луиса и Джо», Хобарт, Тасмания

В 1910 году Бернакки предпринял безуспешную попытку получить место в Палате общин от Либеральной партии. В Первую мировую войну служил в резервных частях ВМС Великобритании и Адмиралтействе, а также в ВМС США. В 1919 году был награждён Орденом Британской империи и Военно-морским крестом (США).
После войны продолжал работу в научных организациях, с 1928 по 1932 год был членом совета Королевского географического общества. В 1925 году Бернакки начал подготовку собственной экспедиции в Антарктику, но ему не удалось собрать достаточно средств. В 1930 году он организовал Британскую антарктическую экспедицию и помог с организацией второго Международного полярного года в 1932 году. Среди множества книг, написанных Бернакки об освоении Антарктики, была и биография Лоуренса Отса (1933 год). Во время Второй мировой войны вернулся в ВМС Великобритании, где прослужил до своей смерти в 1942 году.
Именем Бернакки назван залив на побережье Земли Виктории и вершина на острове Франклин.